# Йоанна Драгнева
Йоанна Николова Драгнева е българска поп певица, телевизионна водеща и озвучаваща актриса, станала популярна с участието си в групата „Deep Zone Project“, с която през 2008 г. представя България на конкурса Евровизия, с песента „DJ, Take Me Away“.

## Биография

### Образование
Родена е на 23 май 1986 г. в семейство на музиканти – майка ѝ, Розмари Драгнева, е преподавател в консерваторията, баща ѝ – Никола Драгнев е китарист, който работи в САЩ.
През 2005 г. завършва средно музикално училище „Любомир Пипков“ с профил „ударни инструменти“. Продължава образованието си в Националната музикална академия, където следва „ударни инструменти“ и „поп и джаз пеене“. Едновременно с ученето е репортер в предаването на БНТ „Всички пред екрана“.
През 2011 г. Йоанна се дипломира като магистър по ударни инструменти.

### Музикална кариера

#### С „Deep Zone Project“
Йоанна участва в концерти и клубни изяви в Англия (Лондон), Португалия (Лисабон), Турция (Истанбул), Украйна (Киев), Малта, Румъния (Букурещ), Гърция (Атина), Сърбия (Белград), Кипър, САЩ (Чикаго, Лас Вегас), Китай и др.
В края на 2008 г. заедно с „Deep Zone Project“ Йоанна записва хита „Let The Music Move Ya“. Песента става много популярна и е включена в много компилации в Европа и Азия. По-късно е издадена и песента „Addicted To You“ – дует с американския изпълнител от популярната група от 90-те години „Ту фор Фемили“ Майк Джонсън.

#### Солова кариера
Първият солов сингъл на Йоанна е „Целувка за сбогом“, написана за нея от бившия вокал на дуета КариZма – Миро, през март 2009 г.
През 2011 г. Йоанна представя втория си самостоятелен сингъл – „Нищо случайно“ („Fly so high“), който се превръща в един от българските летни хитове на годината.

### Телевизионна кариера
Първите ѝ изяви на сцената са в популярното през 90-те години предаване на БНТ „Бон-Бон“, където е водеща на предаването и солистка на едноименната група. Следва участието в друго популярно младежко предаване – този път на bTV – „Здравей“.
Водеща е на музикалното предаване на същата телевизия – „Мело ТВ Мания“.
От септември 2008 г. Йоанна е ководеща (заедно с Димитър Цонев и Юлиана Дончева) на един от най-големите проекти на БНТ – 4-часовата шоу програма „В неделя с...“. През есента на 2009 г. Йоанна е поканена за водещ на телевизионната игра „Трезор“ по Нова телевизия.
През 2010 г. участва в предаването на БНТ „Зов от Африка“, отразяващо световното първенство по футбол 2010. През 2011 г. е водеща на българското участие в два международни проекта – Церемонията по връчването на „Годишните балкански награди“ и Евровизия 2011 за деца. През 2013 г. става водеща на предаването „Очевидец“ по БНТ 2.
През 2015 г. е водеща и на церемонията по откриването (посрещането на делегациите на червения килим и тегленето на жребия за реда на участие) на детската Евровизия, чийто домакин е България.
От 13 септември 2020 г. е водеща на музикалното предаване на БНТ „Музика, музика“, заедно с певеца Венцислав Роланд – VenZy.

## Социална дейност
През 2010 – 2012 г. взима участие в проекта „Млади лидери в подкрепа на социалната интеграция на децата от институциите“ на Българското училище за политика „Димитър Паница“. Проектът е финансиран от фондация „Бонита тръст“ за подкрепа и социализация на деца. По този проект Йоанна Драгнева работи с децата от ДДМУИ „Св. Панталеймон“ – с. Видраре.
Доброволец и съмишленик на Сдружение „Азбукари“ и едно от лицата, които застават зад националната кампания „Вярвам в теб“ за социална адаптация на деца със специални потребности.
От 2012 г. и към настоящия момент работи като музикотерапевт в Столичен общински дневен център за интеграция на инвалиди в кв. Слатина, София.
От 2013 г. Йоанна Драгнева става част от проекта „Music Therapy Unit“ към института за съвременно изкуство и терапия „Libera“.
От 2012 до 2013 г. е доброволец в Националната кампания „Holiday Heroes“, даряваща за празниците продукти на социално слаби семейства.

## Политическа дейност
През 2015 г. е избрана за общински съветник в Столична община от листата на ПП „ГЕРБ“. Член е на постоянната комисия по здравеопазване и социална политика; на постоянната комисия по опазване на околната среда, земеделие и гори; на постоянната комисия по образование, култура, наука и културно многообразие. Също така е заместник-председател на Общински съвет по наркотични вещества.
През 2023 г. се кандидатира за кмет на столична община „Оборище“.

## Кариера в дублажа
Драгнева се занимава с дублаж от 2000 г., но по-активно озвучава филми и сериали от 2014 г. Работи за дублажните студия „Александра Аудио“, „Про Филмс“ и студио VMS. Озвучава за детските канали „Картун Нетуърк“, „Никелодеон“ и „Дисни Ченъл“. Работила е с режисьори като Добрин Добрев, Николина Петрова, Елена Бойчева, Анна Тодорова, Ангелина Русева, Радослав Рачев, Георги Стоянов, Ивет Лазарова-Торосян, Анатолий Божинов, Мариета Петрова, Николай Петров и други.
Първият ѝ нахсинхронен дублаж е „Тарзан“ в Александра Аудио, където изпълнява част от песните, като част от вокална група „Бон-Бон“. 14 години по-късно озвучава анимационния сериал „Новите приключения на Том и Джери“, първият ѝ войсоувър дублаж.
Сред ролите ѝ в дублажа са на Аманда в „Доктор Пространствени джинси“, Бълбук в „Реактивните момичета“, Лира в „Овца или вълк“, Макси в „Моята непослушна фея“, Лунела Лафайет/Лунното момиче в „Лунното момиче и Дяволският динозавър“, Франки Щайн в „Монстър Хай“, Вива в „Тролчета: Бандата се събира“ и други.

## Личен живот
От 2018 г. е обвързана с Мирослав Димитров, водещ на предаването „Туризъм.БГ“ по БНТ. През август 2019 г. им се ражда момиче с името АннМари. През февруари 2022 г. става майка на втора дъщеря ЛилиАн.

## Номинации и награди
- 2007 – Фен ТВ – номинация и награда за дует и група на годината
- 2007 – Фен ТВ – номинация за поп хит на годината
- 2007 – Фен ТВ – номинация за клип на годината
- 2008 – See me – номинация и награда за най-добра песен на Югоизточна Европа
- 2008 – ММ – номинация за поп денс песен
- 2008 – Mad ТВ – номинация за най-добър клип
- 2008 – Списание „Грация“ – номинация за Жена на годината[13]
- 2008 – Фен ТВ – номинация за дует група на годината
- 2008 – Фен ТВ – номинация за поп хит на годината
- 2010 – БГ Радио – номинация и награда за група на годината[5]
- 2012 – БНТ – награда за участието си на Евровизия 2008
- 2014 – Smile – награда за добри дела[14]
- 2015 – „Майка на годината“ – награда за благотворителни дейности[15]

## Роли в дублажа

### Войсоувър
1. „Блогът“, 2015
2. „Новите приключения на Том и Джери“ (дублаж на студио VMS), 2014
3. „Приключенията на Джеки Чан“ – Джейд Чан и Вайпър, 2014
4. „Различно еднакви“, 2015
5. „Спондж Боб Квадратни гащи“ (дублаж на студио VMS) – Санди Чийкс, г-жа Пъф, Перла, Карън и други, 2017

### Нахсинхронен
1. „Барби в рокендрол принцеса“ – Барби, 2015
2. „Барби: Специален отряд“ – Барби, 2016[16]
3. „Доктор Пространствени джинси“ – Аманда, 2014[12]
4. „Евър Афтър Хай“ – Дарлинг/Джинджър, 2014[17]
5. „Желание“ – Други гласове, 2023
6. „Искрица и Сияйница“ – Изпълнител на началната песен[18]
7. „Кафенето на Масленка“ – Изпълнител на началната песен[19]
8. „Лу и мъничетата“ – Лу, 2023
9. „Легендата за Оз: Завръщането на Дороти“ – Дороти (вокал), 2014
10. „Лунното момиче и Дяволският динозавър“ – Лунела Лафайет/Лунното момиче, 2023
11. „Монстър Хай“ – Франки Щейн, 2023
12. „Моята непослушна фея“ – Макси, 2023[20]
13. „Нела, принцесата рицар“ – Изпълнител на началната песен[21]
14. „Овца или вълк“ – Лира, 2016
15. „Реактивните момичета“ – Бълбук, 2016
16. „Седмото джудже“ – Принцеса Роза, 2015[22]
17. „Снежната кралица 2“ – Вокален изпълнител, 2015[23]
18. „Суперкотета“, 2023
19. „Тарзан“ – Хоров изпълнител, 2000
20. „Тролчета: Бандата се събира“ – Вива (Камила Кабейо), 2023
21. „Ултра Вайълет и Черния скорпион“ – Вайълет/Ултра Вайълет, 2023
22. „Щъркелчето Ричард“ – Други гласове, 2017

## Филмография
- „Немезис“ (2018)[24]
- „Връзкология“ (2020)[25]